# Sojaprotein
Sojaprotein — сербский производитель соевых продуктов продуктов из города Бечей. Предприятие было основано в 1977 году.

## История
Компания «Sojaprotein» была основана 22 июня 1977 года. Массовое производство продукции началось с 1982 года. В 2002 году предприятие было приватизировано группой компаний «Victoria Group». С 17 марта 2004 года предприятие входит в индекс BELEX15 Белградской фондовой биржи.
Сейчас на заводе перерабатывается порядка 300 000 тонн сои в год. Предприятие поставляет продукцию в страны Восточной и западной Европы, Россию и Турцию (около 15-25% от всей продукции). С 2007 года продукция также экспортируется в страны Ближнего востока и Северной Африки. Основные производственные направления — соевые продукты для пищевой промышленности, для кормления животных и для использования в домашнем хозяйстве.
Продукция предприятия имеет сертификаты ISO 9001, ISO 22000, ISO 14001, OHSAS 18001, GMP+, KOSHER, HALAL и Non-GMO Identity Preserved (IP).
На 29 мая 2015 года капитализация предприятия составила 77 840 тысяч евро.

## Статистика
По данным десятилетнего периода с 2002 по 2012 год производственная мощность предприятия увеличилась с 126 000 до 250 000 тонн в год. Выручка от экспорта продукции увеличилась с 5,9 до 57 миллионов евро в год. Общий доход увеличился с 54,6 миллионов евро до 133 миллионов евро в год. При этом загруженность мощностей предприятия с 70 % за 2002 год достигла максимально возможного (100 %) к 2012 году.